# FDE
Full-Disk Encryption  (FDE) tehnologija je koja pomoću posebnog čipa enkriptira cijeli hard disk računala.
Enkripcija kao i dekripcija vrši se na hardverskom nivou, u letu (on-the-fly), nezavisno i transparentno za korisnika i operativni sustav.
Na ovaj način enkriptiran je svaki bit na disku uključujući i Master Boot Record operativnog susava.